# ჶ
Das Fi (ჶ) war ein Buchstabe des georgischen Alphabets, der heute nicht mehr verwendet wird. Der Buchstabe stellte den Laut [⁠f⁠] dar.
Im historischen Chutsuri-Alphabet gab es kein Pendant für das Fi. Daher existiert auch kein entsprechender Großbuchstabe.
Es war keinem Zahlenwert zugeordnet. 

## Zeichenkodierung
Das Fi ist in Unicode am Codepunkt U+10F6 zu finden.